# Pédernec
Pédernec (tiếng Breton: Pederneg) là một xã của tỉnh Côtes-d’Armor, thuộc vùng Bretagne, tây bắc Pháp.

## Dân số
Người dân ở Pédernec được gọi là Pédernécois.